# Johan Ludvig Heiberg (filolog)

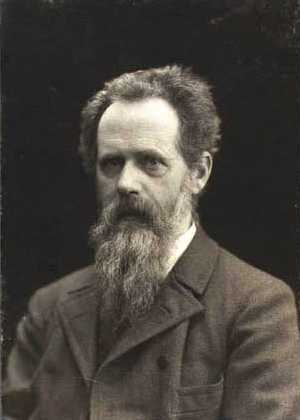
Johan Ludvig Heiberg (filolog)

Johan Ludvig Heiberg (ur. 27 listopada 1854 w Aarhus, zm. 4 stycznia 1928 w Kopenhadze) – duński filolog klasyczny i  historyk matematyki, profesor Uniwersytetu Kopenhaskiego. Zawdzięczamy mu epokowe edycje wielu greckich dzieł: Elementy Euklidesa, liczne dzieła Archimedesa, Almagest  Ptolemeusza oraz dzieła Apoloniusza z Pergi i Herona z Aleksandrii. 
Napisał „Geschichte der Mathematik und Naturwissenschaften im Altertum” (1925).
Heiberga rozsławiła książka: Reviel Netz i William Noel Kodeks Archimedesa, w której opisane jest m.in., jak Heiberg odkrył w Konstantynopolu w 1906 palimpsest z modlitewnikiem bizantyjskim z XIV wieku. Pisząc go, średniowieczny kopista wymazał starannie z pergaminu starsze teksty, przekręcał arkusze o 90° i na tych kartach napisał modlitewnik. Heiberg stwierdził, że są tam m.in. nieznane dzieła Archimedesa (tzw. Kodeks C), zdołał wiele z tego odczytać, opracować i opublikować. Po nieznanych bliżej perypetiach będący w fatalnym stanie palimpsest został sprzedany w 1998 na aukcji w Nowym Jorku za ponad 2 miliony dolarów i rozpoczęła się wieloletnia, fascynująca praca nad odtworzeniem tych zakrytych fragmentów, których Heiberg nie mógł odczytać. 